# Eva Menasse
Eva Menasse, född 11 maj 1970 i Wien i Österrike, är en österrikisk författare. 
Eva Menasse är dotter till fotbollsspelaren Hans Menasse (född 1930) och yngre halvsyster till författaren Robert Menasse. 
Hon utbildade sig i germanistik och historia. Hon var därefter journalist på nyhetsmagasinet Profil i Wien, senare följetongsredaktör i Frankfurter Allgemeinen Zeitung. Hennes bokdebut skedde 2000 med Der Holocaust vor Gericht, vilken innehöll reportage från en rättsprocess i London samma år mot förintelseförnekaren David Irving.
Eva Menasses första roman, Vienna ("Wien"), kom ut 2005. Den innehåller ett stort antal anekdotiska berättelser, som beskriver hennes delvis katolska, delvis judiska arv. Boken fick i Tyskland ett övervägande positivt mottagande, i Österrike negativ kritik. Den blev dock en bästsäljare i båda länderna hösten 2005 och fick Rolf Heyne-debutpriset 2005. 
År 2013 fick Eva Menasse Heinrich Böllpriset, framför allt för sin tredje roman Quasikristalle.
Hon är bosatt i Berlin och gift med den tyske författaren Michael Kumpfmüller. Paret har en son.